# Krížová Ves
Krížová Ves (allemand : Kreuz in der Zips ) est un village de Slovaquie situé dans la région de Prešov.

## Histoire
Première mention écrite du village en 1290.

## Démographie

### Évolution de la population
| Année:               | 1994. | 2004.    | 2014.    | 2024.    |
| -------------------- | ----- | -------- | -------- | -------- |
| Nombre de personnes: | 1480  | 1719     | 2121     | 2424     |
| Différence:          |       | +16,14 % | +23,38 % | +14,28 % |

| Année:               | 2023. | 2024.   |
| -------------------- | ----- | ------- |
| Nombre de personnes: | 2380  | 2424    |
| Différence:          |       | +1,84 % |